# Вилијамспорт (Пенсилванија)
Вилијамспорт (енгл. Williamsport) град је у америчкој савезној држави Пенсилванија. По попису становништва из 2010. у њему је живело 29.381 становника.

## Демографија
Према попису становништва из 2010. у граду је живело 29.381 становника, што је 1.325 (4,3%) становника мање него 2000. године.
| Група             | 2000.          | 2010.          |
| Белци             | 25.666 (83,6%) | 23.369 (79,5%) |
| Афроамериканци    | 3.910 (12,7%)  | 3.970 (13,5%)  |
| Азијати           | 175 (0,6%)     | 219 (0,7%)     |
| Хиспаноамериканци | 340 (1,1%)     | 771 (2,6%)     |
| Укупно            | 30.706         | 29.381         |